# 伊格市鎮
伊格市鎮是斯洛文尼亚中部的市镇，行政中心为伊格。该市镇设立于1995年，傳統上屬於內卡尼奧拉，現為中斯洛文尼亚统计区的一部分。过去曾是河流湿地，现在已发展成为一个工业化地區。2002年人口5445。